# Rapateaceae
Rapateaceae é uma família de plantas pertencente a ordem ''Poales'', nesta família se encontram monocotiledôneas, possuindo 16 gêneros com cerca de 100 espécies que são restritas aos neotrópicos, com exceção de uma espécie encontrada na África. Há no Brasil representações de Rapateaceae, são cerca de 20 espécies divididas em oito gêneros. Podemos encontrar a uma maior concentração dessas espécies e gêneros , na região do Escudo das Guianas, em áreas de Tepuis (montanhas tabulares de até 3.000 m de altitude) principalmente.

## Descrição
A Rapateaceae possui tricomas secretores de mucilagem, onde estão esses presentes na base de todas as peças florais; sépalas, pétalas, anteras e estilete recobertos por dera de ornamentação estriada; pétalas com células epidérmicas curtas, de paredes sinuosas na face abaxial; anteras tetrasporangiadas, com células epidérmicas contendo compostos fenólicos; endotécio com espessamento em espiral; ovário tricarpelar, com septos incompletos; óvulos anátropos e bitegumentados; e o mesmo padrão de vascularização floral caracterizam a família.

## Distribuição
Como foi mostrado, a maior parte dos gêneros e espécies está concentrada na região do Escudo das Guianas, nas áreas principais conhecidas como Tepuis.
No Brasil, os Tepuis mais conhecidos são as serras do Aracá e da Neblina, localizados no Amazonas, o Monte Caburaí, o Monte Roraima e as serras de Tepequém e Uafaranda, em Roraima. Apesar de toda sua riqueza e diversidade florística, cujo nível de endemismo é extremamente alto, os Tepuis ainda na são relativamente estudados no país.
O Monte Caburaí, localizado no Parque Nacional do Monte Roraima, possui cerca de 1.500 m de altitude e é considerado o ponto extremo do norte do Brasil, que delimita sua fronteira com a República Cooperativista da Guiana e com Venezuela. Pelas dificuldades encontradas nesta região, não foi possível o acesso de coletas, e o inventario florístico da família ainda não foi realizado.
Excursões que foram realizadas nos últimos anos ao Monte Caburaí têm trazido interessantes materiais de espécies de Rapateaceae, estando eles depositados nos herbários de Roraima. Das coleções examinadas, foram identificadas novas ocorrências para as Rapateaceae da flora brasileira.

## Gêneros
Amphiphyllum (genus)
- Amphiphyllum rigidum (species)

Cephalostemon (genus)
- Cephalostemon affinis (species)
- Cephalostemon angustatus (species)
- Cephalostemon gracilis (species)
- Cephalostemon microglochin (species)
- Cephalostemon riedelianus (species)

Duckea (genus)
- Duckea cyperaceoidea (species)
- Duckea flava (species)
- Duckea junciformis (species)
- Duckea squarrosa (species)

Epidryos (genus)
- Epidryos allenii (species)
- Epidryos guayanensis (species)
- Epidryos matheusii (species)
- Epidryos micrantherus (species)

Guacamaya (genus)
- Guacamaya superba (species)

Kunhardtia (genus)
- Kunhardtia radiata (species)
- Kunhardtia rhodantha (species)

Marahuacaea (genus)
- Marahuacaea schomburgkii (species)

Maschalocephalus (genus)
- Maschalocephalus dinklagei (species)

Monotrema (genus)
- Monotrema aemulans (species)
- Monotrema affine (species)
- Monotrema arthrophyllum (species)
- Monotrema bracteatum (species)
- Monotrema xyridoides (species)

Phelpsiella (genus)
- Phelpsiella ptericaulis (species)

Potarophytum (genus)
- Potarophytum riparium (species)

Rapatea (genus)
- Rapatea angustifolia (species)
- Rapatea aracamuniana (species)
- Rapatea chimantensis (species)
- Rapatea circasiana (species)
- Rapatea elongata (species)
- Rapatea fanshawei (species)
- Rapatea linearis (species)
- Rapatea longipes (species)
- Rapatea membranacea (species)
- Rapatea muaju (species)
- Rapatea paludosa (species)
- Rapatea pycnocephala (species)
- Rapatea rugulosa (species)
- Rapatea saulensis (species)
- Rapatea scabra (species)
- Rapatea spectabilis (species)
- Rapatea spruceana (species)
- Rapatea steyermarkii (species)
- Rapatea ulei (species)
- Rapatea undulata (species)
- Rapatea xiphoides (species)
- Rapatea yapacana (species)

Saxofridericia (genus)
- Saxofridericia aculeata (species)
- Saxofridericia compressa (species)
- Saxofridericia duidae (species)
- Saxofridericia grandis (species)
- Saxofridericia inermis (species)
- Saxofridericia petiolata (species)
- Saxofridericia regalis (species)
- Saxofridericia spongiosa (species)

Schoenocephalium (genus)
- Schoenocephalium cucullatum (species)
- Schoenocephalium martianum (species)
- Schoenocephalium schultesii (species)
- Schoenocephalium teretifolium (species)

Spathanthus (genus)
- Spathanthus bicolor (species)
- Spathanthus unilateralis (species)

Stegolepis (genus)
- Stegolepis albiflora (species)
- Stegolepis angustata (species)
- Stegolepis breweri (species)
- Stegolepis cardonae (species)
- Stegolepis celiae (species)
- Stegolepis choripetala (species)
- Stegolepis ferruginea (species)
- Stegolepis gleasoniana (species)
- Stegolepis grandis (species)
- Stegolepis guianensis (species)
- Stegolepis hitchcockii (species)
- Stegolepis huberi (species)
- Stegolepis humilis (species)
- Stegolepis jauaensis (species)
- Stegolepis ligulata (species)
- Stegolepis linearis (species)
- Stegolepis maguireana (species)
- Stegolepis membranacea (species)
- Stegolepis microcephala (species)
- Stegolepis minor (species)
- Stegolepis neblinensis (species)
- Stegolepis parvipetala (species)
- Stegolepis pauciflora (species)
- Stegolepis perligulata (species)
- Stegolepis piresii (species)
- Stegolepis ptaritepuiensis (species)
- Stegolepis pulchella (species)
- Stegolepis pungens (species)
- Stegolepis squarrosa (species)
- Stegolepis steyermarkii (species)
- Stegolepis terramarensis (species)
- Stegolepis vivipara (species)
- Stegolepis wurdackii (species)
- Windsorina (genus)
- Windsorina guianensis (species)